# Любен Станев
Любен Николов Станев е български лекар и писател.

## Биография
През 1949 година завършва Медицинския факултет към Пловдивския държавен университет „Паисий Хилендарски“, а след това работи като военен лекар. Става един от създателите и председател на Съюза на писателите-лекари в България и вицепрезидент на Международния съюз на писателите лекари, член на ЮНЕСКО. През 1953 година постъпва в Студия за игрални филми Бояна, където работи като редактор, и главен редактор и сценарист във Втори творчески колектив „Младост“.

## Признание и награди
През 1966 година става носител на наградата „Златна роза“ на фестивала във Варна за филмите „Цар и генерал“ и „Наковалня или чук“. Носител е на орден „Кирил и Методий“ I степен през 1974 година и II степен през 1978 година, както и на орден „Народна република България“ II степен (1984). През същата година е удостоен и с Димитровска награда. През 1997 година става първият лауреат на националната награда за литература „Димитър Димов“, учредена от Клуба на лекарите-писатели и вестник „Форум медикус“.
Любен Станев е автор на повече от 30 книги с разкази, повести и романи и е сценарист на около 15 игрални филма.

## Кратка библиография
Романи
- „Заледеният мост“ (1972)
- „Софийска история“ (1975)
- „Време за сделки“ (1989)
- „Необяснимо привличане“ (1994)
- „Вината“ (1978)
- „Началото на здрача“ (1996)
- „Недей ми казва сбогом“ (1978)

Разкази и новели
- „Бридж през ноември“ (2005)
- „Мъже в командировка“ (2001)
- „Студена къща“ – сборник разкази[2] (1957)

Мемоари, документалистика
- „Докато се раждаха филмите“ (2003)
- „Старите квартири“ (2002)
- „Един живот не стига: Разговори, спомени, портрети“ (2000)

## Филмография
Като сценарист
- Софийска история (1990)
- Човек на паважа (1987)
- Тази хубава зряла възраст (1985)
- Предупреждението (1982)
- Вината (1976)
- Изкуствената патица (1974)
- Наковалня или чук (1972)
- Мъже в командировка (1969)
- Цар и генерал (1966)
- Малката (1959)

Като актьор
- Джеси Джеймс срещу Локум Шекеров (1966)